# Orthocis sublacernatus
Orthocis sublacernatus là một loài bọ cánh cứng trong họ Ciidae. Loài này được Scott miêu tả khoa học năm 1926.